# Ferdinand von Saar

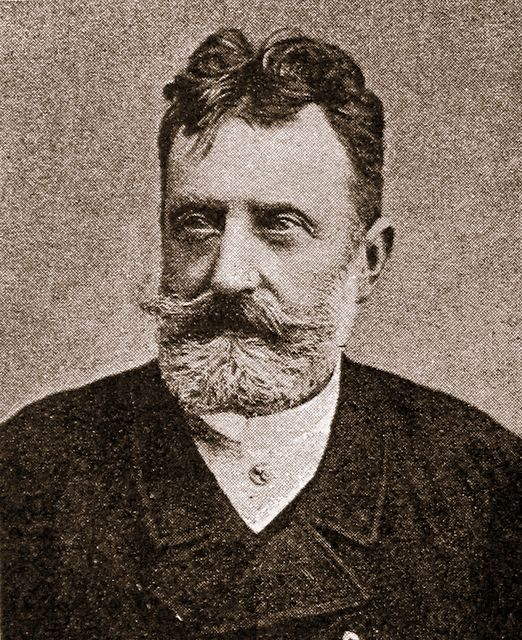
Ferdinand von Saar.

Ferdinand Ludwig Adam von Saar, född den 30 september 1833 i Wien, död där (genom självmord) den 24 juli 1906, var en österrikisk skald.
von Saar blev 1854 löjtnant, men tog 1859 avsked från armén och ägnade sig åt författarskap. Han utgav sorgespelen Kaiser Heinrich IV (1865–1867), Die beiden de Witt (1879), Tempesta (1880) och Thassilo (1886), berättelserna Innocens (1866; 4:e upplagan 1892), Novellen aus Österreich (1877, 4:e upplagan 1904), Drei neue Novellen (1883), Schicksale (1888), Frauenbilder (1892), Herbstreigen (1897), Tragik des Lebens (1906) med flera, ett komiskt epos (Die Pincelliade, 1897), Gedichte (1882, 3:e upplagan 1904) med mera. 
Ruben G:son Berg skriver i Nordisk Familjebok: "S. har kallats en höstens skald: med mild, melankolisk ton berättade han vemodiga lefnadshistorier om resignerade och kufvade naturer, skildrade med fin, romantisk språkkonst vemodiga stämningar och drömmar om förgångna tider. Dramerna sakna scenisk verkningsförmåga." von Saars Sämtliche Werke utkom 1909 i 12 band, hans brevväxling med furstinnan Marie zu Hohenlohe samma år. Han behandlades i en monografi av Minor 1898.